# Tantilla deppei
Tantilla deppei – gatunek węża z rodziny połozowatych (Colubridae). Endemit Meksyku.

## Systematyka
Węże tego gatunku należą do rodziny połozowatych. Starsze źródła również umieszczają Tantilla w tej samej rodzinie Colubridae, choć używają polskiej nazwy wężowate czy też węże właściwe, zaliczanej do infrapodrzędu Caenophidia, czyli węży wyższych. W obrębie rodziny rodzaj Tantilla wchodzi w skład podrodziny Colubrinae.

## Rozmieszczenie geograficzne
Łuskonośny ten występuje w środkowym Meksyku, w stanie Morelos.
Wysokość nad poziomem morza, na której można spotkać tego węża, zawiera się w przedziale 1524–2438 m.
Gad zasiedla otwarte lasy porośnięte sosnami i dębami, zarówno pierwotne, jak i wtórne.

## Zagrożenia i ochrona
Liczebności populacji ani jej trendu nie określono, wiadomo jedynie, że jest to gatunek rzadki. Nie wydaje się, by istniały jakieś poważne zagrożenia dla tego gatunku, który radzi sobie dobrze w środowisku zmienionym przez działalność człowieka.
Gatunek ten znajduje się pod meksykańską ochroną prawną – przyznano mu kategorię A (Threatened).